# Vello Kaaristo
Vello Kaaristo (do 1936 Vassili Krassikov; ur. 17 marca 1911 w Narwie, zm. 14 sierpnia 1965 tamże) – estoński biegacz narciarski.

## Lata młodości
W młodości pracował w Narva Kreenholmi Manufaktuuris.

## Kariera sportowa

### Początki
Karierę rozpoczął w 1931. Początkowo uprawiał lekkoatletykę, boks (w latach 1931–1934 zostawał mistrzem prowincji Võru w tej dyscyplinie), pływanie i biegi narciarskie.

### Igrzyska olimpijskie
W 1936 wystartował na zimowych igrzyskach olimpijskich, na których zajął 30. miejsce w biegu na 18 km z czasem 1:25:11 i 23. w biegu na 50 km z czasem 4:02:52.

### Mistrzostwa świata
W 1938 wystąpił na mistrzostwach świata. W sztafecie 4 × 10 km był 10., a w biegu na 18 km uplasował się na 125. pozycji.

### Mistrzostwa kraju
Dziewiętnastokrotnie stawał na podium mistrzostw Estonii, w tym 11 razy na pierwszym miejscu. W 1931 w Rakvere został wicemistrzem kraju na 10 km z czasem 51:02. W 1933 w Jänedzie został mistrzem na 30 km z czasem 2:17:18 i wicemistrzem na 18 km z czasem 1:16:36. W 1934 w Narwie był 3. na 50 km z czasem 3:42:29. W 1937 w Narva-Jõesuu wywalczył mistrzostwo na 18 km z czasem 1:27:39, 30 km z czasem 2:29:02 i 50 km z czasem 4:20:40. W 1938 w Tallinnie zdobył mistrzostwo na 18 km z czasem 1:11:38, wicemistrzostwo na 50 km z czasem 3:31:49 oraz brązowy medal na 30 km z czasem 2:14:46. W 1940 zajął 1. miejsce na 18 km z czasem 1:16:26 i 50 km z czasem 3:51:56, 2. miejsce na 30 km z czasem 1:57:11 oraz 3. miejsce w sztafecie 4 × 10 km. W 1941 został mistrzem na 18 km z czasem 1:16:31 i 30 km z czasem 1:58:18 i wicemistrzem w sztafecie 4 × 10 km. W 1945 wywalczył mistrzostwo na 20 km z czasem 1:11:53 oraz w sztafecie 4 × 10 km. Ponadto dwukrotnie stawał na podium mistrzostw ZSRR: w 1944 w sztafecie 4 × 10 km i 1945 w biegu na 20 km.

### Inne
W 1940 został odznaczony Żelaznym Krzyżem Orderu Krzyża Orła. Po zakończeniu kariery zajmował się produkcją smaru do nart. Był także trenerem biegów narciarskich oraz, w latach 1944-1950, przewodniczącym Spordikomitee. Miał brata Feodora. Został pochowany w Iwangorodzie. W Pannjärvi odbywają się zawody w biegach narciarskich na cześć Kaaristo.